# Bóng mềm
Bóng mềm (còn được gọi là bóng chày trong nhà, bóng chày nữ; tiếng Anh: softball) là một biến thể của bóng chày được chơi với bóng to hơn trên sân nhỏ hơn. Bộ môn này được George Hancock sáng tạo ra lần đầu tiên vào năm 1887 tại Chicago, và tên bóng mềm được ấn định năm 1926. Bóng mềm có hai lối chơi là chậm (slowpitch) và nhanh (fastpitch). Mỗi lần chơi có hai đội, mỗi đội chín đến mười người. Tuy tên của bộ môn này là bóng mềm nhưng bóng lại không mềm.
Khoảng cách giữa các chốt là 60 foot (18 m) là tiêu chuẩn đối với nhiều loại sân; tấm của người giao bóng thường cách chốt nhà từ 35 đến 43 foot (11 đến 13 m) và hàng rào home run có thể cách chốt nhà từ 220 đến 300 foot (67 đến 91 m). Quả bóng mềm thường có chu vi 11 hoặc 12 inch (28 hoặc 30 xentimét), tùy thuộc vào các chi tiết cụ thể của trận đấu.